# Nena
Gabriele Susanne Kerner (Hagen, Renania del Norte-Westfalia, 24 de marzo de 1960), más conocida como Nena, es una cantante alemana que alcanzó la fama mundial gracias a la canción "99 Luftballons" con su grupo NENA. Fue miembro de las bandas The Stripes de 1979 a 1981 y NENA desde 1982 a 1987; desde 1989 es solista. Con el relanzamiento de sus propios éxitos, la carrera de Nena experimentó un segundo período de éxito en el año 2002.

## Biografía

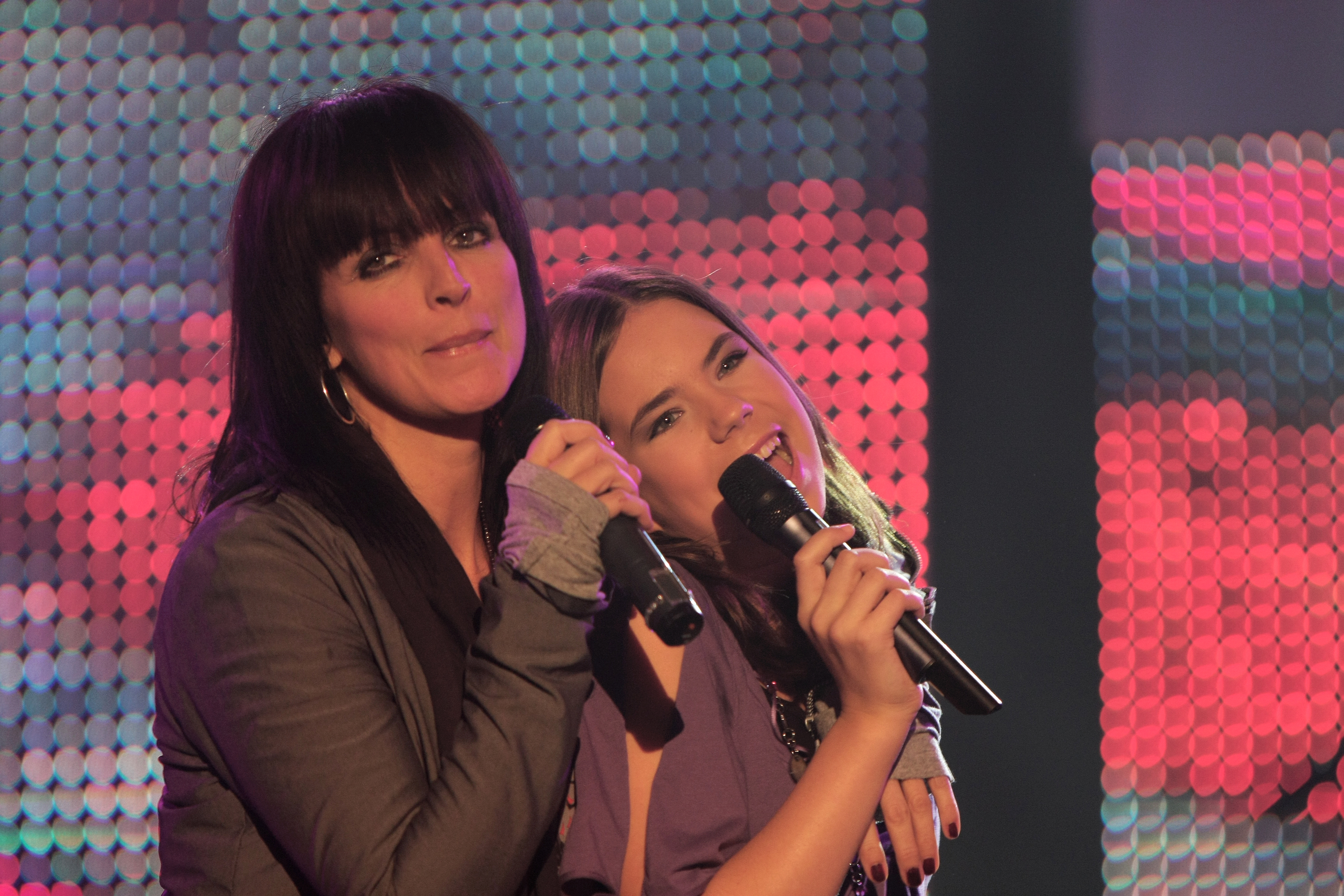
Nena (izquierda) en 2008.

Su verdadero nombre es Gabriele Susanne Kerner. Nació el 24 de marzo de 1960 en Hagen (Alemania). Pasó la primera parte de su infancia en Breckerfeld y más tarde vivió en Hagen. Adquirió su apodo, basado en la palabra "nena", que significa "niña pequeña" en el idioma español, a los tres años de edad, en unas vacaciones en España con sus padres. Tiene dos hermanos menores: una hermana y un hermano. Nena pasó los primeros cinco años de su infancia en Breckerfeld. Después se mudó con su familia a Hagen, donde fue al colegio Pelmkegrundschule (hoy Centro de Cultura Pelmke) en Wehringhausen para después ir al instituto Christian-Rohlfs, que abandonó tras el undécimo curso. De acuerdo con el deseo de sus padres, completó su formación como orfebre.
En 1987 conoció al actor Benedict Freitag, que es el padre de su hijo mayor y de sus gemelos. Con Philipp Palm, baterista y productor de música, tuvo dos hijos más. La familia vive en Hamburg-Rahlsedt.

## Discografía

### Álbumes

#### Con The Stripes
- The Stripes (1980)

#### NENA (banda)
- NENA (1983) #1  Alemania
- ? (Fragezeichen) (1984) #1  Alemania
- 99 Luftballons (1984) #23  Alemania
- Feuer und Flamme (1985) #2  Alemania
- It's all in the game (1985) #168  Estados Unidos
- Eisbrecher (1986) #45  Alemania
- Die Band. (1991)

#### Nena (solista)
- Wunder gescheh'n (1989) #23  Alemania
- Komm, lieber Mai... (1990) #45  Alemania
- Bongo Girl (1992) #32  Alemania
- Und alles dreht sich (1994) #53  Alemania
- Unser Apfelhaus (1995) #69  Alemania
- Nena und die Bambus Bären Bande (1996)
- Jamma nich (1997) #29  Alemania
- Nenas Weihnachtsreise (1997) #28  Alemania
- Wenn alles richtig ist, dann stimmt was nich (1998) #42  Alemania
- Nena macht... Rabatz (1999)
- Chokmah (2001) #18  Alemania
- Nenas Tausend Sterne (2002)
- Nena feat. Nena (2002) #2  Alemania
- Madou und das Licht der Fantasie (2002)
- Nena feat. Nena - Live (2003) #57  Alemania
- Nena live Nena (2004) #31  Alemania
- Willst du mit mir geh'n (2005) #2  Alemania
- Cover me (2007) #6  Alemania
- Made in Germany (2009) #3  Alemania
- Made in Germany - Live (2010) #64  Austria
- Best of Nena (2010) #17  Alemania
- Du bist gut (2012) #2  Alemania
- Oldschool (2015) #4  Alemania
- Live at SO 36 (2016) #43  Alemania
- 40 - Das neue Best of Album (2017) #12  Alemania
- Nichts versäumt - Live (2018) #27  Alemania
- Licht (2020) #3  Alemania